# Рипосто
Рипосто (итал. Riposto) је насеље у Италији у округу Катанија, региону Сицилија.
Према процени из 2011. у насељу је живело 11719 становника. Насеље се налази на надморској висини од 14 м.

## Становништво
Према резултатима пописа становништва 2011. у општини је живело 14.181 становника.
| 1931.  | 1936.  | 1951.  | 1961.  | 1971.  | 1981.  | 1991.  | 2001.  | 2011.  |
| ------ | ------ | ------ | ------ | ------ | ------ | ------ | ------ | ------ |
| 10.853 | 11.594 | 12.556 | 12.348 | 12.073 | 13.061 | 14.048 | 13.951 | 14.181 |